# التون اشسنر
التون اشسنر (4مايو، 1898-24 سبتمبر، 1981) ،كان جراح وباحث طبياً عمل في جامعة تولين ومستشفيات أخرى في نيو اوريلانز قبل ان ينشئ عيادة اشسنر، المعروفة الآن باسم مركز اشسنر الطبي .وكان من خدماته زرع القلب .

## مهنة الطبية
نشئ في كمبل, داكوتا الجنوبية, ولم يكن متوقع ان يكون مشهوراً في مجال الطب.
تم تعيينه في جامعة تولين من قبل جامعه وسكونسن ماديسون .وفي عام 1927، قد نجح في ان يصبح الاستاذ ورئيس قسم للجراحه بجامعة تولين بدل من رودولف ماتاس .وبالرغم من تولين لم يكن لها مشفى خاص بها في ذلك الوقت، الا انه نجح في تنظيم أحد برامج التدريس الجراحيه رائده في مستشفى نيو أورلينز الخيري في أمريكا، وهي مؤسسه خيريه والتي وفرت فرصا سريريه لا تقدر بثمن ل اشسنر وطلابه.
ان عملية رفض تعين صديق حاكم ولاية لويزيانا
من قبل اشسنر فخلفية هذه الرفض أدت إلى قيام سيد حاكم لويزيانا إلى ان يقوم بإنشاء مركز صحي اخر، في الجهة المقابلة لجامعة تولين من كلية الطب.
وكطالب طب في جامعه واشنطن في سانت لويس، تم استدعاء اشسنر لمشاهدة عمليه جراحة سرطان الرئة، وقد تم اخباره انه من ممكن ان لا يرى كهذه العملية مرة أخرى. ولم يشهد مثل هذه الحالة لمده 17 عاما.
وبعد ذلك شاهد 8 حالات مماثله خلال 6 أشهر لاشخاص كانوا مدخنين واعتادو على عادة التدخين خلال الحرب العالميه الأولى.
و كعضو هيئة تدريس، عرف واشتهر اشسنر بسمعه سيئه في مجتمع طلاب الطب، وذلك لانه كان يقوم باعطاء امتحانات شفهيه مكثفه للطلبه في مدرج يلقب «بالقلم الثور»، حيث انه كان يؤمن بان الضغط النفسي الذي يمارسه على طلابه لكي يخرجوا أفضل اداء لديهم ويبقوا متهيئين دائما واستعداد في أي وقت. وفي مستشفى تورو كان لدى اشسنر مريض يعزف على الجاز، وقد الف هذا المريض لحن سماه الإرخاء في تورو كنوع من الامتنان للطبيب اشسنر اللذي انقذ حياته.
اعطى اشسنر احفاده لقاح شلل الأطفال في مختبرات كتر، ونتيجت حادث مأساوي مما تسبب في موت حفيده واعطاء حفيدته لقاح شلل الأطفال.

## عيادة اشسنر
عيادة اشسنرالذي اسسها، كان من أوائل الاطباء الذين أكدوا العلاقة بين السرطان واستخدام السجائر. كان قيادته في «الحرب ضد التدخين».ولا يزال يقوم بكشف مخاطر التبغ وعلاقته بسرطان الرئة وذلك كان واحد من أهم اسهاماته .حافظ على هذه العلاقة بالرغم من الانتقادات الذي واجهة من الاطباء مثله. ويعرف اليوم بمركز اشسنر الطبي، وهو واحد من أكبر المجموعات ممارسة والمراكز الطبية الاكاديمية في الولايات المتحدة .في عام 1990، كان لدى العيادة 650، 000 زيارة للمرضى الخارجين .

## الحياة الشخصية
في عام 1948، تم تسميته ريكس، ملك كرنفال. شارك اشسنر أيضا في سياسة المحافظة، في مقام الأول للحزب الجمهوري.
كان لأشسنر وزوجته أربع أطفال.